# Вдовин, Алексей Владимирович
Алексей Владимирович Вдовин (17 июня 1963, Пенза — 21 июля 2022) — советский и российский ватерполист, Чемпион мира 1982 года, бронзовый призёр Олимпийских игр в Барселоне (1992). Заслуженный мастер спорта СССР (1982).

## Карьера
На Олимпиаде в Барселоне Алексей Вдовин выиграл бронзовую медаль в составе объединённой команды.
Скончался 21 июля 2022 года.